# Concerto per pianoforte e orchestra n. 4 (Rachmaninov)
Il concerto per pianoforte e orchestra n. 4 in sol minore, op. 40 di Sergej Vasil'evič Rachmaninov fu composto nel 1926 e venne revisionato nel 1928 e nel 1941.

## Storia della composizione
A partire dal 1918, Rachmaninov si dedicò principalmente alle tournée concertistiche che lo portarono in tutto il mondo, tralasciando quasi completamente la composizione: da allora e fino alla sua morte, infatti, sono pochissime le opere che videro la luce. Di questo gruppo di ultime composizioni fa parte il concerto per pianoforte n. 4 che fu completato nel 1926 e venne dedicato all'amico compositore Nikolaj Medtner, anch'egli emigrato dalla Russia, e che dedicò a sua volta a Rachmaninov il proprio concerto per pianoforte n. 2. La prima esecuzione ebbe luogo all'Academy of Music di Filadelfia il 18 marzo 1927, con solista Rachmaninov stesso e Leopold Stokowski alla direzione dell'Orchestra di Filadelfia. Il concerto non ebbe molto successo, pertanto il compositore operò alcuni tagli e correzioni prima di farlo pubblicare nel 1928 (seconda versione). Poiché l'opera continuava a non incontrare il favore del pubblico, Rachmaninov la revisionò per la terza volta nel 1941, in quella che è diventata la versione più conosciuta ed eseguita.

## Struttura della composizione
È un'opera tecnica e virtuosistica legata a passaggi veloci ed immediati con l'orchestra che all'inizio del primo movimento accompagna il solista proponendo un leggero motivo di sottofondo molto dolce. In seguito ritorna al passaggio che ripropone il tema iniziale del movimento con alcuni strumenti che si inseriscono con nuove proposizioni tematiche, mentre il pianoforte esegue una sequenza di splendidi arpeggi. Il pianoforte insieme ai violini prosegue proponendo il movimento lento, per poi portarsi al finale conclusivo della composizione prendendo l'iniziativa con un ritmo che viene incrementato a poco a poco; insieme agli archi accenna al tema che dà inizio al primo movimento e quindi porta il concerto alla conclusione. Nonostante non abbia mai ottenuto la popolarità del secondo e terzo concerto di Rachmaninov, il quarto resta un lavoro apprezzabile sia dal punto di vista tecnico che timbrico, ben costruito orchestralmente; non sfigura essendo ancora pervaso di quella melodia tipicamente personale del compositore e di un vivo virtuosismo.

## Discografia
- Arturo Benedetti Michelangeli, Philharmonia Orchestra, Ettore Gracis, 1957 La voce del Padrone, QUALP 10196
- Ivan Drenikov, Orchestra nazionale della radio e televisione bulgara, Vassil Stefanov, 1973 Balkanton LP, Harmonia Mundi LP, Balkanton CD ADD 030277 (ristampa 2011)
- Ivan Drenikov, Orchestra nazionale della radio e televisione bulgara, Jean-Pierre Wallez, 1982 Balkanton LP, Forlane LP, Laserlight CD
- Vladimir Aškenazi, London Symphony Orchestra, André Previn, 1972 Decca Records (ristampato in CD dalla Universal Music nella collana "eloquence" n. 467 453-2)